# Grand Prix de la Marne
Grand Prix de la Marne, oficj. Grand Prix automobile de la Marne – wyścig samochodowy, odbywający się w latach 1925-1931, 1933-1937, 1952 na torze Reims-Gueux w departamencie Marna, od którego pochodzi nazwa wyścigu. W latach 1933, 1938-1951 w Reims odbywało się Grand Prix Francji. Po 1950 wyścig nie był zaliczany do Mistrzostw Świata Formuły 1.

## Zwycięzcy
| 1925      | Formuła Libre      | Pierre Clause           | Bignan                  | Wyniki                  |                         |                         |
| 1926      | Formuła Libre      | François Lescot         | Bugatti T35B 2L C       | Wyniki                  |                         |                         |
| 1927      | Formuła Libre      | Philippe Étancelin      | Bugatti T35B            | Wyniki                  |                         |                         |
| 1928      | Grand Prix         | Louis Chiron            | Bugatti T35             | Wyniki                  |                         |                         |
| 1929      | Grand Prix         | Philippe Étancelin      | Bugatti 35C             | Wyniki                  |                         |                         |
| 1930      | Grand Prix         | René Dreyfus            | Bugatti T35B            | Wyniki                  |                         |                         |
| 1931      | Grand Prix         | Marcel Lehoux           | Bugatti T51             | Wyniki                  |                         |                         |
| 1931      | Voiturette         | Philippe Auber          | Bugatti T37A            | Wyniki                  |                         |                         |
| 1932      | 1932               | Grand Prix Francji 1932 | Grand Prix Francji 1932 | Grand Prix Francji 1932 | Grand Prix Francji 1932 | Grand Prix Francji 1932 |
| 1933      | Grand Prix         | Philippe Étancelin      | Alfa Romeo Monza        | Wyniki                  |                         |                         |
| 1934      | Grand Prix         | Louis Chiron            | Alfa Romeo Tipo B       | Wyniki                  |                         |                         |
| 1935      | Grand Prix         | René Dreyfus            | Alfa Romeo Tipo B       | Wyniki                  |                         |                         |
| 1935      | Samochody sportowe | Albert Perrot           | Delahaye 18CV T-138     | Wyniki                  |                         |                         |
| 1936      | Samochody sportowe | Jean-Pierre Wimille     | Bugatti 57G Tank        | Wyniki                  |                         |                         |
| 1937      | Samochody sportowe | Jean-Pierre Wimille     | Bugatti T59             | Wyniki                  |                         |                         |
| 1938-1951 | 1938-1951          | Grand Prix Francji      | Grand Prix Francji      | Grand Prix Francji      | Grand Prix Francji      | Grand Prix Francji      |
| 1952      | Formuła 2          | Jean Behra              | Gordini T16             | Wyniki                  |                         |                         |